# 交通安全協会

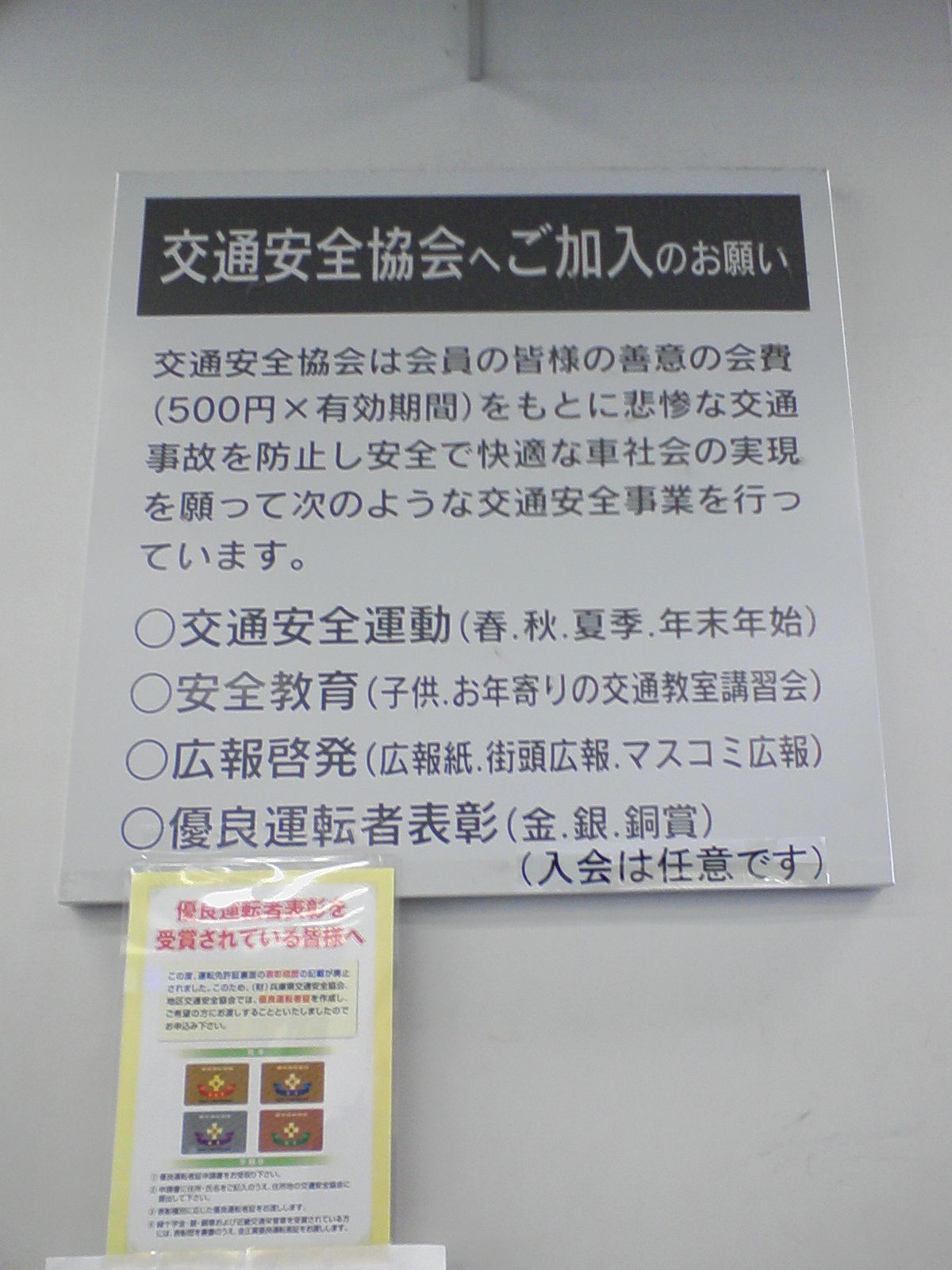
協会加入案内。裁判所での判決後に加入が任意であることを示す注意書きが貼り付けられた。

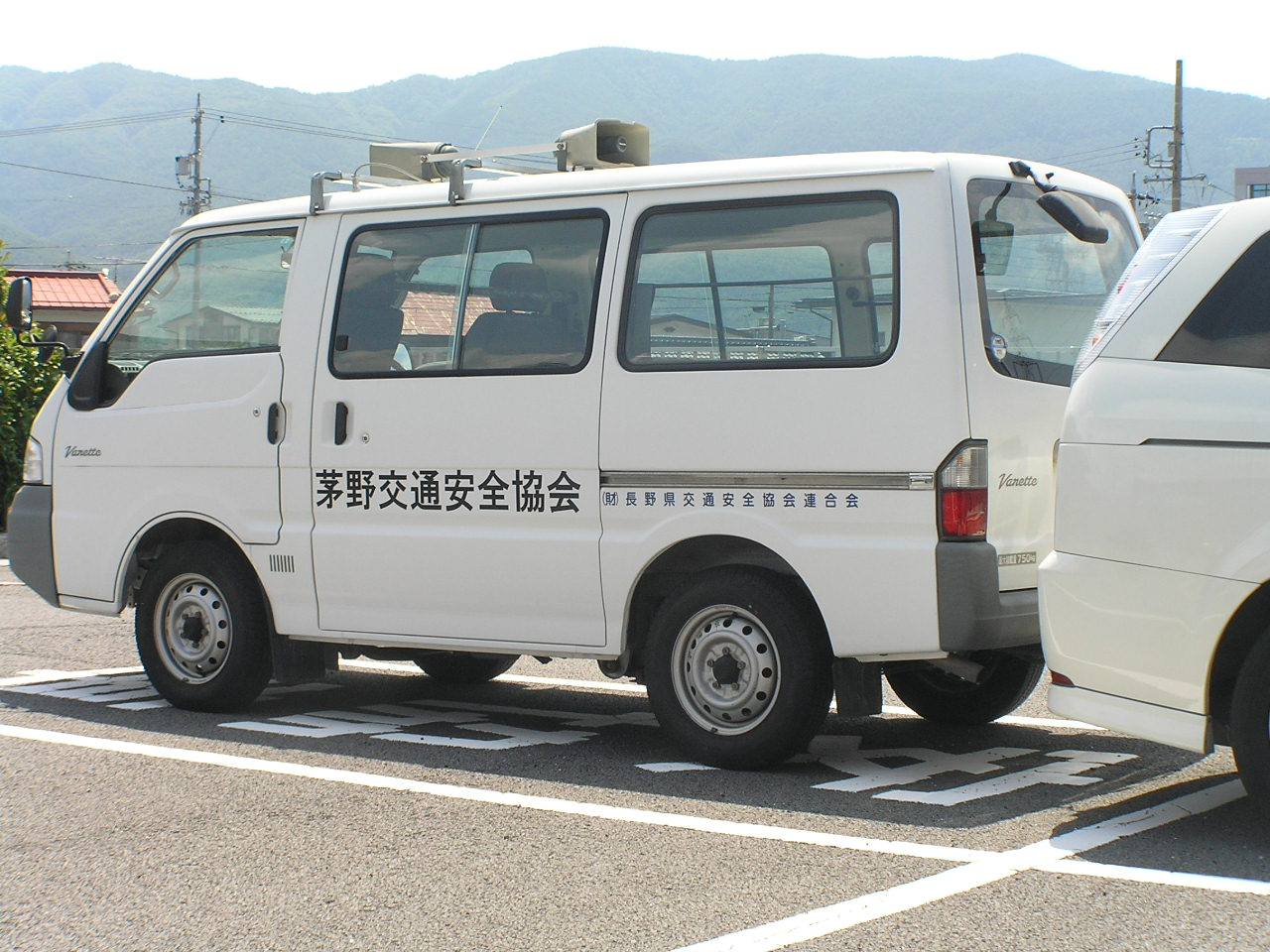
交通安全協会で使用される車両（茅野安協の例）

交通安全協会（こうつうあんぜんきょうかい）とは、一般的に道路交通の安全教育や広報啓発などを目的とする日本の非営利団体である。全国組織である全日本交通安全協会のほか、都道府県組織、警察署の管轄地区に単位組織などが設置されている。

## 概要
全国組織、都道府県組織は一般財団法人、警察署の管轄地区はごく一部を除き権利能力なき社団（任意団体）となっている。
警察署単位の地区（地域）交通安全協会はかつては都道府県組織の支部だったことが多いが、現在はほとんどが任意団体として形式上は独立している。
都道府県組織職員の多くは、退職警察官である（天下り）。多くの都道府県において、自動車運転免許証の更新時講習を都道府県警察から委託されており、委託料が収入の多くを占めている。主に季節単位で開催する交通安全運動をはじめ、自動車・原動機付自転車の運転免許証更新の通知・更新・発送事務、申請書や収入証紙の委託販売業務、自転車などに貼る反射シールや、車輪のスポークに貼る反射材などの交通安全グッズの頒布、車庫調査の代行事務、交通安全功労者の表彰および、国や全国法人への表彰推薦などを事業とする。
都道府県警察本部または所轄警察署の内部に窓口を設置して、上に挙げた事務委託手数料の他には、運転免許証の発行・更新手続きに来た個人に対して、協力金や会費と称して徴収する交通安全協会費などで運営している。また、自家用車を所有している各家庭に対し、自動車の種類・台数ごとに会費ノルマを割り当てている協会支部もある。

## 問題点

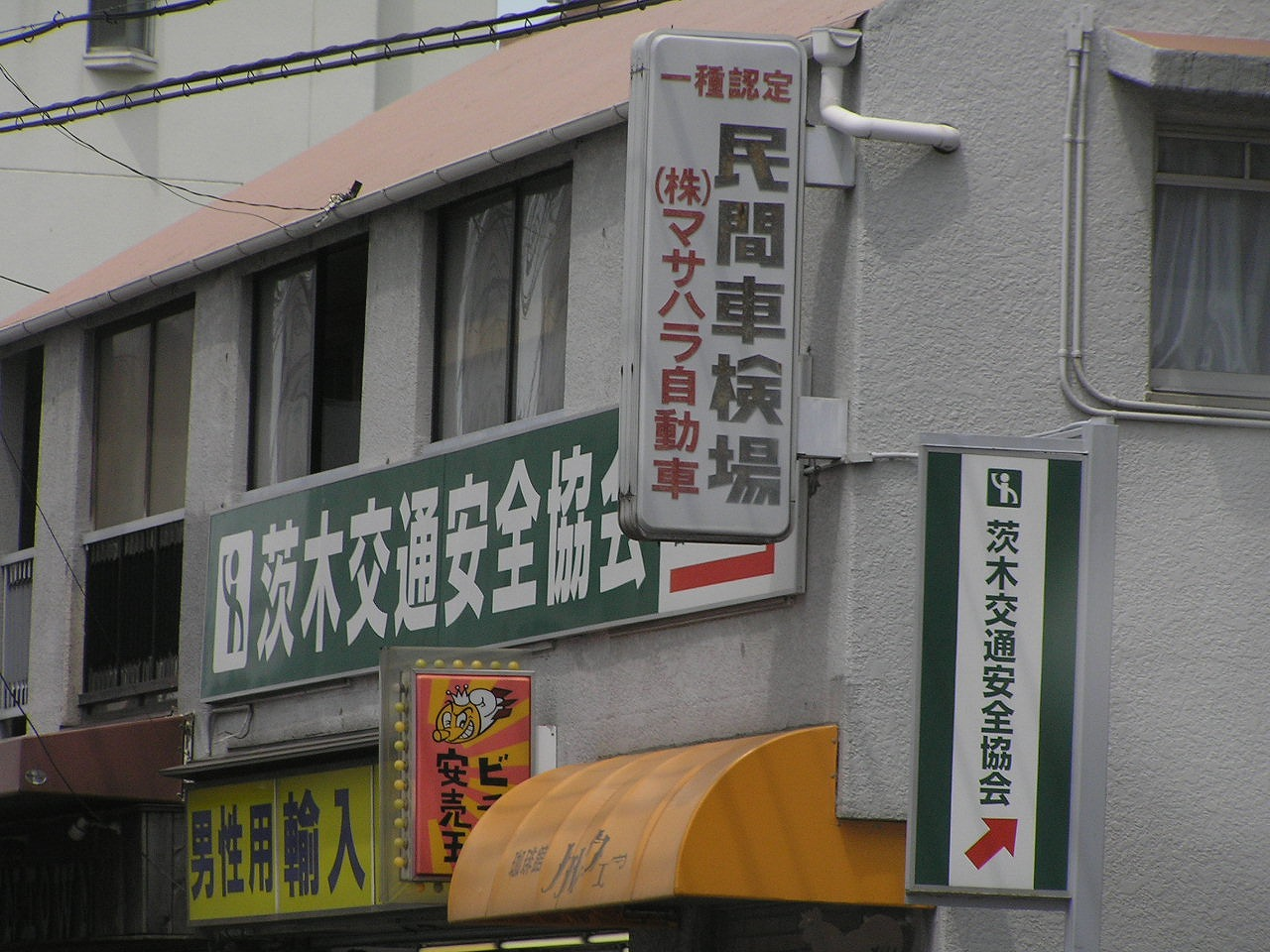
全国組織である全日本交通安全協会の他、都道府県、警察署管轄区域に単位組織が設置されている。（茨木交通安全協会）

### 免許更新講習の独占受注
運転免許証の更新時講習は、都道府県警察から外部団体に委託されている。多くの都道府県では、交通安全協会が随意契約で、長年に渡り独占的に受注してきた。
一例として、大阪府交通安全協会は大阪府警察からの委託で、運転免許証の更新時講習を昭和47年（1972年）から40年間にわたって受注してきた。委託料は年間7〜8億円で、全収入の3分の1にあたる。大阪府が一般競争入札を導入し、民間企業が落札したため、平成25年（2013年）度中に全職員の半数にあたる、215人を解雇することになった。

### 会員勧誘・会費徴収方法
交通安全協会への加入は、任意である。しかし、運転免許証の更新時講習が行われる警察署、免許センターや運転免許試験場の窓口において、加入が任意であることを十分に説明しないまま、あるいは全く無いままに、免許更新の事務窓口と同一の窓口において、加入手続きが行われており、利用者が加入を「義務である」と誤認・錯誤する事例が後を絶たなかった。
過去には、全国市民オンブズマン連絡会議所属の新海聡弁護士が「任意であることを明示しない集金方法は詐欺的行為であり、周りに迷惑をかけるかもしれないと心理的圧迫を加えるなど、ある種の脅迫、詐欺商法ともいえる」とし、交通安全協会費の集め方に問題があるとして、愛知県交通安全協会を「詐欺」として提訴した。名古屋地方裁判所の判決では、詐欺と認めることまではしなかったものの、「協会費の集め方に問題がないとはいえない」と、会費の集金方法に問題があることを判決文で言及した。
この裁判所の判断と、MBSテレビ2005年（平成17年）8月4日放送の『VOICE』やTBSテレビ『JNN報道特集』での報道、多くの国民からの批判を受け、2006年（平成18年）3月31日に「規制改革・民間開放推進3か年計画（再改定）」が、第3次小泉内閣で閣議決定された。これを受けて警察庁は、各都道府県警察に対し、会費徴収窓口と運転免許証更新受付窓口の分離などを含む、運用改善の通達を行った。この措置により、窓口を別にする等の措置が講じられたため加入者は激減した。

### 交通安全協会費の使途
兵庫県交通安全協会の平成16年度収支決算報告書では、支出2900万の内訳は、給与が1480万円、福利厚生・退職金が420万円であり、70%が交通安全協会の職員、天下り役員他の給与で、交通安全啓発費は740万円と全体の20%であった。また懇親会が開催されており、パンフレットの案内によると、懇親会費は1人1万円であるが、会費の代金は、全額を兵庫県交通安全協会が負担していた。

### 天下り問題
5年在職で、数千万の退職金他が支払われている。元兵庫県警察免許課、飛松五男の証言（JNN報道特集の取材）によれば、兵庫県の場合、235人の職員のうち元警察官の天下りは120人おり、兵庫県交通安全協会の約半数を占める。飛松は「交通安全協会に就職できるのは、再就職を斡旋する県警内の部署（＝警務部、退職予定者人材センター）に受けのいい、いわゆるゴマスリ野郎」と述べている。
過去には、社交通安全協会事務局長が横領で告発されるなど不祥事も起きている。兵庫県交通安全協会では、末端の窓口職員には厳しいノルマが課せられていた。そのため、窓口では長年にわたり、脅迫・強要まがいの勧誘が行われ、入会を拒否する者には、大きな声で聞き返す、非難するなどの嫌がらせ、ないしは全く説明ないまま、免許証の更新費用に協会費を加算した金額を告げ集金したりという、詐欺まがいの集金方法が、長年にわたって敢行されてきた。飛松は「警察官で加入している人はいません。なぜなら、（交通安全にとって、また加入者にとって）何の意味もないことを知っているからです」と証言している。

### その他の問題
公安委員会・警察署単位の交通安全協会は、財団法人なので情報公開の対象外である。ただし全日本交通安全協会は、「公益法人等の指導監督等に関する関係閣僚会議幹事会申合せ」に基づき、公式サイト上に役員名簿や寄附行為、役員報酬・退職金規程、決算資料等を公開している。

## 参考資料
- MBSテレビ『VOICE』"運転免許証更新の謎〜運転者が支払われる金の行く先" 2005年8月4日放送 - インターネットアーカイブ
- 恐るべき「日本交通安全協会」の実態-NTV報道特捜プロジェクト-（2000年10月21日放送より） - インターネットアーカイブ
- 交通安全協会費集金方法実例集